# شيبة (اسم)
شيبة هو اسم علم مذكر من أصل عربي، ومعناه هو الشعرة الشائبة الشيبة الواحدة وهو مصدر الفعل شاب يشيب ابيض شعره، وشيبة بن ربيعة من أسوأ المشركين نحو رسول الله محمد ﷺ.

## شخصيات تحمل الاسم
- شيبة بن ربيعة
- شيبة بن عثمان الأوقص
- شيبة بن نصاح

## وصلات خارجية
- موسوعة السلطان قابوس لأسماء العرب نسخة محفوظة 5 أبريل 2019 على موقع واي باك مشين.